# Sport Clube Leiria e Marrazes
O Sport Clube Leiria e Marrazes é uma equipa de futebol da cidade de Leiria, Portugal.

## História
Fundado em 1919 com o nome de Marrazes Sporting Club, o clube fez sua estreia no futebol nos campeonatos regionais. Em 1936, passou a denominar-se Marrazes Sport Club. Na temporada 1951-52, o clube estreou no campeonato nacional, na terceira divisão. No final da temporada, o clube passou a se chamar Futebol Clube Marrazes. O clube permaneceu lá por apenas duas temporadas, até a temporada 1953-54, na terceira divisão, antes de mergulhar nos campeonatos regionais. O clube fez algumas aparições entre as temporadas de 1956-57 e 1959-60, antes de retornar ao distrito.
Durante as temporadas nos campeonatos regionais, o clube passou a se chamar Sport Clube Leiria e Marrazes em 1964. O clube retornou à terceira divisão nacional durante a temporada 1970-71, e terminou em quinto no final da temporada. O SC Leiria e Marrazes estabilizou e permaneceu na terceira divisão por algum tempo, terminando sempre na primeira tabela, ou durante a temporada 1976-77 o clube obteve a recompensa da promoção ao terminar em segundo na classificação. O clube então viveu seus melhores anos, mas não conseguiu permanecer na temporada 1977-78, terminando em décimo quarto lugar. Ao retornar à terceira divisão, o SC Leiria e Marrazes retornou principalmente à metade superior da tabela antes de ser rebaixado durante a temporada 1981-82, terminando em décimo terceiro lugar.
Após uma ascensão muito rápida ao distrito durante a temporada 1982-83, o clube jogou na terceira divisão durante a temporada 1983-84, onde não conseguiu se manter novamente. No final da temporada, o clube foi rebaixado e retornou ao distrito. Durante a temporada 1986-87, o clube retornou à terceira divisão e, desde então, o clube se estabilizou por um bom número de temporadas na terceira divisão. O clube entrou em colapso nove anos depois, durante a temporada 1995-96, terminando em décimo sexto lugar, sinônimo de rebaixamento. O SC Leiria e Marrazes posteriormente não conseguiu novamente a promoção e ficou durante muito tempo relegado para a primeira divisão distrital, onde chegou mesmo a ser despromovido para a segunda divisão distrital durante a época 2003-04. O clube subiu rapidamente na temporada seguinte para a segunda divisão do distrito e, desde então, jogou principalmente na primeira divisão do distrito

## Palmarés
- 1ª Divisão Distrital de Leiria: 1985/86, 1982/83 e 1969/70
- Taça de Leiria: 2011/12, 1996/97, 1985/86, 1984/85 e 1969/70
- Supertaça António Vieira Ascenso: 2011/12